# Lauren Price
Lauren Price, född 25 juni 1994, är en brittisk boxare och före detta kickboxare och fotbollsspelare.
Vid OS i Tokyo 2021 tog Price guld i mellanvikt efter att ha besegrat kinesiska Li Qian i finalen.